# Giải vô địch bóng chuyền các câu lạc bộ nữ châu Á 2014
Giải vô địch Bóng chuyền Câu lạc bộ nữ châu Á 2014 là Giải vô địch Bóng chuyền Câu lạc bộ AVC lần thứ 15. Giải đấu được tổ chức tại Nakhon Pathom, Thái Lan.

## Pools composition
Các đội hạt giống được sắp xếp dựa trên thứ hạng cuối cùng của họ tại Giải vô địch Bóng chuyền Câu lạc bộ nữ châu Á 2013.
| Bảng A                                                     | Bảng B                                                                 |
| ---------------------------------------------------------- | ---------------------------------------------------------------------- |
| Thailand (Chủ nhà) Japan (3rd) Vietnam Turkmenistan * Iran | China (1st) Kazakhstan (2nd) Singapore Philippine India Chinese Taipei |

* Thu hồi

## Vòng sơ tuyển

### Bảng A
| Đội                 | St | T | B | Vt | Vb | Ts    | Dt  | Db  | Ts    | Điểm |
| ------------------- | -- | - | - | -- | -- | ----- | --- | --- | ----- | ---- |
| Hisamitsu Springs   | 3  | 3 | 0 | 9  | 0  | MAX   | 225 | 131 | 1.718 | 9    |
| Nakhon Ratchasima   | 3  | 1 | 2 | 5  | 6  | 0.833 | 321 | 227 | 1.414 | 4    |
| Liên Việt Post Bank | 3  | 1 | 2 | 5  | 8  | 0.625 | 246 | 270 | 0.911 | 3    |
| Matin Varamin       | 3  | 1 | 2 | 3  | 8  | 0.375 | 179 | 253 | 0.708 | 2    |

| Ngày   | Thời gian |                     | Điểm |                     | Set 1 | Set 2 | Set 3 | Set 4 | Set 5 | Tổng   | Nguồn  |
| ------ | --------- | ------------------- | ---- | ------------------- | ----- | ----- | ----- | ----- | ----- | ------ | ------ |
| 17 Apr | 16:00     | Nakhon Ratchasima   | 3–0  | Matin Varamin       | 25–16 | 25–17 | 25–14 |       |       | 75–47  | Report |
| 18 Apr | 18:00     | Liên Việt Post Bank | 0–3  | Hisamitsu Springs   | 8–25  | 14–25 | 16–25 |       |       | 38–75  | Report |
| 19 Apr | 18:00     | Matin Varamin       | 0–3  | Hisamitsu Springs   | 13–25 | 14–25 | 9–25  |       |       | 36–75  | Report |
| 20 Apr | 18:00     | Nakhon Ratchasima   | 2–3  | Liên Việt Post Bank | 16–25 | 23–25 | 25–20 | 25–20 | 10–15 | 99–105 | Report |
| 21 Apr | 16:00     | Matin Varamin       | 3–2  | Liên Việt Post Bank | 25–23 | 16–25 | 25–21 | 15–25 | 15–9  | 96–103 | Report |
| 21 Apr | 18:00     | Hisamitsu Springs   | 3–0  | Nakhon Ratchasima   | 25–18 | 25–18 | 25–21 |       |       | 75–57  | Report |

### Bảng B
| Đội                 | St | T | B | Vt | Vb | Ts     | Dt  | Db  | Ts    | Điểm |
| ------------------- | -- | - | - | -- | -- | ------ | --- | --- | ----- | ---- |
| Tianjin Bohai Bank  | 5  | 5 | 0 | 15 | 1  | 15.000 | 399 | 233 | 1.712 | 15   |
| Zhetyssu Almaty     | 5  | 4 | 1 | 12 | 4  | 3.000  | 380 | 284 | 1.338 | 12   |
| Chinese Taipei      | 5  | 3 | 2 | 11 | 6  | 1.833  | 374 | 300 | 1.247 | 9    |
| PLDT HOME TVolution | 5  | 2 | 3 | 6  | 9  | 0.667  | 292 | 318 | 0.918 | 6    |
| KSEB                | 5  | 1 | 4 | 3  | 12 | 0.250  | 247 | 342 | 0.722 | 3    |
| Singapore           | 5  | 0 | 5 | 0  | 15 | 0.000  | 160 | 375 | 0.427 | 0    |

| Ngày   | Thời gian |                     | Điểm |                     | Set 1 | Set 2 | Set 3 | Set 4 | Set 5 | Tổng  | Nguồn  |
| ------ | --------- | ------------------- | ---- | ------------------- | ----- | ----- | ----- | ----- | ----- | ----- | ------ |
| 17 Apr | 11:30     | KSEB                | 0–3  | PLDT HOME TVolution | 17–25 | 24–26 | 16–25 |       |       | 57–76 | Report |
| 17 Apr | 14:00     | Chinese Taipei      | 3–0  | Singapore           | 25–8  | 25–7  | 25–6  |       |       | 75–21 | Report |
| 17 Apr | 18:00     | Zhetyssu Almaty     | 0–3  | Tianjin Bohai Bank  | 23–25 | 19–25 | 15–25 |       |       | 57–75 | Report |
| 18 Apr | 12:00     | KSEB                | 0–3  | Chinese Taipei      | 12–25 | 16–25 | 16–25 |       |       | 44–75 | Report |
| 18 Apr | 14:00     | Zhetyssu Almaty     | 3–0  | Singapore           | 25–14 | 25–14 | 25–9  |       |       | 75–37 | Report |
| 18 Apr | 16:00     | Tianjin Bohai Bank  | 3–0  | PLDT HOME TVolution | 25–15 | 25–16 | 25–17 |       |       | 75–48 | Report |
| 19 Apr | 12:00     | Singapore           | 0–3  | Tianjin Bohai Bank  | 8–25  | 5–25  | 12–25 |       |       | 25–75 | Report |
| 19 Apr | 14:00     | PLDT HOME TVolution | 0–3  | Chinese Taipei      | 15–25 | 12–25 | 11–25 |       |       | 38–75 | Report |
| 19 Apr | 16:00     | Zhetyssu Almaty     | 3–0  | KSEB                | 25–12 | 25–11 | 25–23 |       |       | 75–46 | Report |
| 20 Apr | 12:00     | PLDT HOME TVolution | 0–3  | Zhetyssu Almaty     | 21–25 | 13–25 | 21–25 |       |       | 55–75 | Report |
| 20 Apr | 14:00     | Singapore           | 0–3  | KSEB                | 14–25 | 18–25 | 9–25  |       |       | 41–75 | Report |
| 20 Apr | 16:00     | Tianjin Bohai Bank  | 3–1  | Chinese Taipei      | 24–26 | 25–19 | 25–15 | 25–18 |       | 99–78 | Report |
| 21 Apr | 10:00     | Chinese Taipei      | 1–3  | Zhetyssu Almaty     | 21–25 | 25–23 | 9–25  | 16–25 |       | 71–98 | Report |
| 21 Apr | 12:00     | KSEB                | 0–3  | Tianjin Bohai Bank  | 8–25  | 7–25  | 10–25 |       |       | 25–75 | Report |
| 21 Apr | 14:00     | Singapore           | 0–3  | PLDT HOME TVolution | 8–25  | 19–25 | 9–25  |       |       | 36–75 | Report |

## Phân loại 9-10
| Ngày   | Thời gian |      | Điểm |           | Set 1 | Set 2 | Set 3 | Set 4 | Set 5 | Tổng | Nguồn |
| ------ | --------- | ---- | ---- | --------- | ----- | ----- | ----- | ----- | ----- | ---- | ----- |
| 24 Apr | 10:00     | KSEB | –    | Singapore | 25–12 |       |       |       |       |      |       |

## Vòng chung kết
|  | tứ kết              | tứ kết             |                    |   | Bán kết       | Bán kết       |  |  | Chung kết | Chung kết |
|  |                     |                    |                    |   |               |               |  |  |           |           |
|  | Apr 23 – thành phố  |                    |                    |   |               |               |  |  |           |           |
|  |                     |                    |                    |   |               |               |  |  |           |           |
|  | Hisamitsu           | 3                  |                    |   |               |               |  |  |           |           |
|  | Hisamitsu           | 3                  | Apr 24 – thành phố |   |               |               |  |  |           |           |
|  | PLDT                | 0                  |                    |   |               |               |  |  |           |           |
|  | PLDT                | 0                  | Hisamitsu          | 3 |               |               |  |  |           |           |
|  | Apr 23 – thành phố  |                    | Hisamitsu          | 3 |               |               |  |  |           |           |
|  |                     | Zhetyssu           | 0                  |   |               |               |  |  |           |           |
|  | Zhetyssu            | Zhetyssu           | 0                  | 3 |               |               |  |  |           |           |
|  | Zhetyssu            |                    | Apr 25 – thành phố | 3 |               |               |  |  |           |           |
|  | Liên Việt Post Bank | 1                  |                    |   |               |               |  |  |           |           |
|  | Liên Việt Post Bank | 1                  | Hisamitsu          | 3 |               |               |  |  |           |           |
|  | Apr 23 – thành phố  |                    | Hisamitsu          | 3 |               |               |  |  |           |           |
|  |                     | Tianjin            | 0                  |   |               |               |  |  |           |           |
|  | Tianjin             | Tianjin            | 0                  | 3 |               |               |  |  |           |           |
|  | Tianjin             | Apr 24 – thành phố |                    | 3 |               |               |  |  |           |           |
|  | Matin               | 0                  |                    |   |               |               |  |  |           |           |
|  | Matin               | 0                  | Tianjin            | 3 |               |               |  |  |           |           |
|  | Apr 23 – thành phố  |                    | Tianjin            | 3 |               |               |  |  |           |           |
|  |                     | Chinese Taipei     | 0                  |   | Tranh giải ba | Tranh giải ba |  |  |           |           |
|  | Nakhon Ratchasima   | Chinese Taipei     | 0                  | 1 | Tranh giải ba | Tranh giải ba |  |  |           |           |
|  | Nakhon Ratchasima   |                    | Apr 25 – thành phố | 1 |               |               |  |  |           |           |
|  | Chinese Taipei      | 3                  |                    |   |               |               |  |  |           |           |
|  | Chinese Taipei      | 3                  | Zhetyssu           | 3 |               |               |  |  |           |           |
|  |                     |                    |                    |   |               |               |  |  |           |           |
|  | Chinese Taipei      | 0                  |                    |   |               |               |  |  |           |           |
|  | Chinese Taipei      | 0                  |                    |   |               |               |  |  |           |           |

|  | Nơi 5-8            | Nơi 5-8           |                    |   | vị trí thứ 5 | vị trí thứ 5 |
|  |                    |                   |                    |   |              |              |
|  | Apr 24 – thành phố |                   |                    |   |              |              |
|  |                    |                   |                    |   |              |              |
|  | Liên Việt          | 3                 |                    |   |              |              |
|  | Liên Việt          | 3                 | Apr 25 – thành phố |   |              |              |
|  | PLDT               | 0                 |                    |   |              |              |
|  | PLDT               | 0                 | Liên Việt          | 2 |              |              |
|  | Apr 24 – thành phố |                   | Liên Việt          | 2 |              |              |
|  |                    | Nakhon Ratchasima | 3                  |   |              |              |
|  | Nakhon Ratchasima  | Nakhon Ratchasima | 3                  | 3 |              |              |
|  | Nakhon Ratchasima  |                   |                    | 3 |              |              |
|  | Matin              | 0                 |                    |   |              |              |
|  | Matin              | 0                 | vị trí thứ 7       |   |              |              |
|  |                    |                   |                    |   |              |              |
|  | Apr 25 – thành phố |                   |                    |   |              |              |
|  |                    |                   |                    |   |              |              |
|  | PLDT               | 1                 |                    |   |              |              |
|  | PLDT               | 1                 |                    |   |              |              |
|  | Matin              | 3                 |                    |   |              |              |

### Vòng tứ kết
| Ngày   | Thời gian |                    | Điểm |                     | Set 1 | Set 2 | Set 3 | Set 4 | Set 5 | Tổng   | Nguồn |
| ------ | --------- | ------------------ | ---- | ------------------- | ----- | ----- | ----- | ----- | ----- | ------ | ----- |
| 23 Apr | 12:00     | Hisamitsu Springs  | 3–0  | PLDT HOME TVolution | 25–7  | 25–13 | 25–12 |       |       | 75–32  |       |
| 23 Apr | 14:00     | Tianjin Bohai Bank | 3–0  | Matin Varamin       | 25–17 | 25–9  | 25–13 |       |       | 75–39  |       |
| 23 Apr | 16:00     | Nakhon Ratchasima  | 1–3  | Chinese Taipei      | 25–19 | 14–25 | 22–25 | 25–27 |       | 86–96  |       |
| 23 Apr | 18:00     | Zhetyssu Almaty    | 3–1  | Liên Việt Post Bank | 25–27 | 25–19 | 25–19 | 25–18 |       | 100–83 |       |

### Bán kết hạng 5 - 8
| Ngày   | Thời gian |                     | Điểm |                     | Set 1 | Set 2 | Set 3 | Set 4 | Set 5 | Tổng  | Nguồn |
| ------ | --------- | ------------------- | ---- | ------------------- | ----- | ----- | ----- | ----- | ----- | ----- | ----- |
| 24 Apr | 12:00     | PLDT HOME TVolution | 0–3  | Liên Việt Post Bank | 14–25 | 17–25 | 15–25 |       |       | 46–75 |       |
| 24 Apr | 14:00     | Matin Varamin       | 0–3  | Nakhon Ratchasima   | 18–25 | 21–25 | 17–25 |       |       | 56–75 |       |

### Bán kết
| Ngày   | Thời gian |                    | Điểm |                 | Set 1 | Set 2 | Set 3 | Set 4 | Set 5 | Tổng  | Nguồn |
| ------ | --------- | ------------------ | ---- | --------------- | ----- | ----- | ----- | ----- | ----- | ----- | ----- |
| 24 Apr | 16:00     | Hisamitsu Springs  | 3–0  | Zhetyssu Almaty | 25–22 | 25–14 | 25–14 |       |       | 75–50 |       |
| 24 Apr | 18:00     | Tianjin Bohai Bank | 3–0  | Chinese Taipei  | 25–20 | 25–12 | 25–17 |       |       | 75–49 |       |

### Hạng 7
| Ngày   | Thời gian |                     | Điểm |               | Set 1 | Set 2 | Set 3 | Set 4 | Set 5 | Tổng  | Nguồn |
| ------ | --------- | ------------------- | ---- | ------------- | ----- | ----- | ----- | ----- | ----- | ----- | ----- |
| 25 Apr | 09:00     | PLDT HOME TVolution | 1–3  | Matin Varamin | 22–25 | 16–25 | 25–18 | 20–25 |       | 83–93 |       |

### Hạng 5
| Ngày   | Thời gian |                     | Điểm |                   | Set 1 | Set 2 | Set 3 | Set 4 | Set 5 | Tổng   | Nguồn |
| ------ | --------- | ------------------- | ---- | ----------------- | ----- | ----- | ----- | ----- | ----- | ------ | ----- |
| 25 Apr | 11:00     | Liên Việt Post Bank | 2–3  | Nakhon Ratchasima | 25–21 | 18–25 | 20–25 | 25–19 | 11–15 | 99–105 |       |

### Hạng 3
| Ngày   | Thời gian |                      | Điểm |                | Set 1 | Set 2 | Set 3 | Set 4 | Set 5 | Tổng  | Nguồn |
| ------ | --------- | -------------------- | ---- | -------------- | ----- | ----- | ----- | ----- | ----- | ----- | ----- |
| 25 Apr | 13:00     | Zhetyssu Taldykorgan | 3–0  | Chinese Taipei | 25–15 | 26–24 | 25–20 |       |       | 75–59 |       |

### Chung kết
| Ngày   | Thời gian |                   | Điểm |                    | Set 1 | Set 2 | Set 3 | Set 4 | Set 5 | Tổng  | Nguồn |
| ------ | --------- | ----------------- | ---- | ------------------ | ----- | ----- | ----- | ----- | ----- | ----- | ----- |
| 25 Apr | 16:00     | Hisamitsu Springs | 3–0  | Tianjin Bohai Bank | 25–19 | 25–16 | 25–19 |       |       | 75–54 |       |

## Hạng cuối cùng
| Xếp hạng | Đội bóng             |
| -------- | -------------------- |
|          | Hisamitsu Springs    |
|          | Tianjin Bohai Bank   |
|          | Zhetyssu Taldykorgan |
| 4        | Chinese Taipei       |
| 5        | Nakhon Ratchasima    |
| 6        | Liên Việt Post Bank  |
| 7        | Matin Varamin        |
| 8        | PLDT HOME TVolution  |
| 9        | KSEB                 |
| 10       | Singapore            |

|  | Qualified for the 2014 Club World Championship |

## Giải thưởng
| - MVP: Miyu Nagaoka (Hisamitsu Springs) - Setter tốt nhất: Chizuru Kotoh (Hisamitsu Springs) - Spikers ngoài tốt nhất: Yuki Ishii (Hisamitsu Springs) Chen Liyi (Tianjin Bohai Bank) | - Đối diện tốt nhất Spiker: Li Ying (Tianjin Bohai Bank) - Trung chặn tốt nhất: Kanako Hirai (Hisamitsu Springs) Lyudmila Anarbayeva (Zhetyssu Taldykorgan) - Libero tốt nhất: Marina Storozhenko (Zhetyssu Taldykorgan) |